# リヒテンフェルス (ヘッセン)
リヒテンフェルス (ドイツ語: Lichtenfels, ドイツ語発音: [ˈlɪçtn̩fɛls] ( 音声ファイル)) は、ドイツ連邦共和国ヘッセン州ヴァルデック＝フランケンベルク郡に属す市である。

## 地理
リヒテンフェルスは、カッセルの南西約 53 km（直線距離）のロタール山地の麓に位置しており、ヴァルデッカー・ラントの南西に位置するエーダー湖の西端にあたる。西はメーデバッハ盆地、南はブライテ・シュトルトに接する。北東はイッター川の谷、東はエーダー川の谷に面しており、その背後にはケラーヴァルトがそびえる。南はヌーネ川の谷に接する。
集落が点在する市域内をオルケ川とヴィルデ・アー川（アール川）が流れている。面積は約 100 km2 で、その 40 % 近くを森林が占めるリヒテンフェルスは、郡内で最も森が広く濃密な市町村の一つである。

### 隣接する市町村
リヒテンフェルスは、北はコルバッハ、東はフェール、南はフランケンベルク（以上、いずれもヴァルデック＝フランケンベルク郡）、西はハレンベルクおよびメーデバッハ（ともにノルトライン＝ヴェストファーレン州ホーホザウアーラント郡）と境を接する。

### 市の構成
ヘッセン州の行政改革に伴って、1971年にそれまで独立していた 6 町村と 2 つの市が合併し、リヒテンフェルスの名の下に新たな自治体を形成した。ダルヴィクスタール、フュルステンベルク、ゴッデルスハイム、インミヒハウゼン、ラーデルン、ノイキルヒェン、ミュンデン、ザクセンベルクである。

## 行政

### 議会
リヒテンフェルスの議会は、23議席からなる 。

## 文化と見所

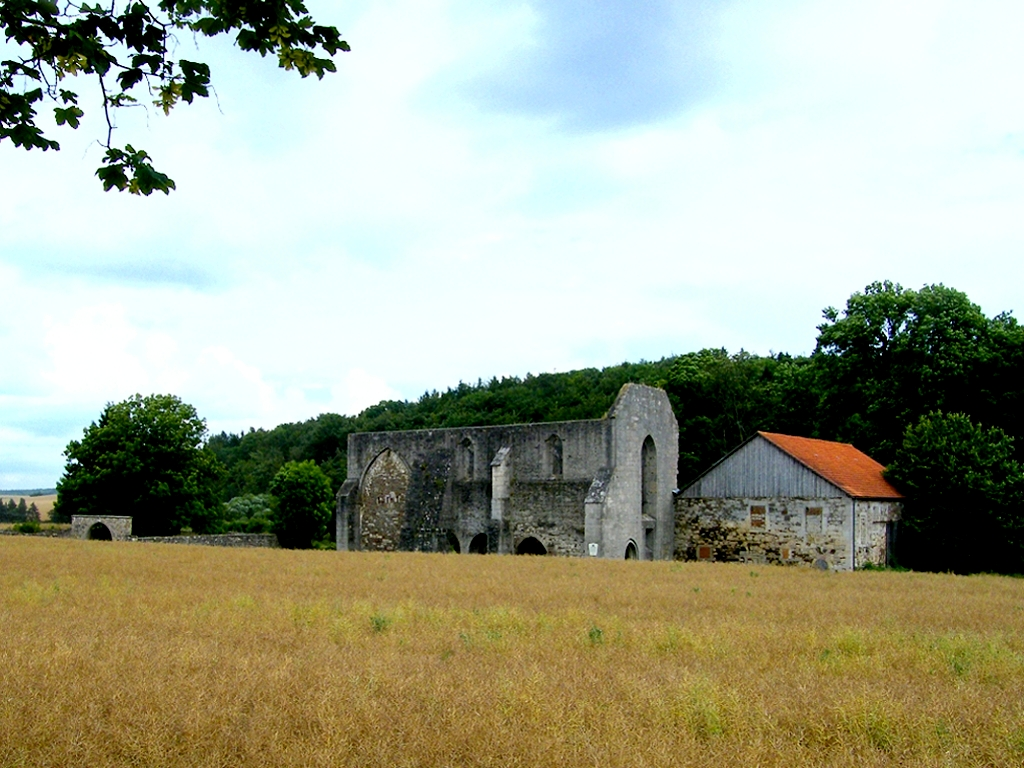
シャーケン修道院跡

### 建造物
- リヒテンフェルス城
- レッケンベルク城
- シャーケン修道院

### 歴史資料
リヒテンフェルス市の史料は、ヘッセン州立マールブルク文書館に保管されている。この資料は、ほぼ完全に公開されており、オンラインで閲覧できる。

### 年中行事
フュルステンベルク地区では、毎年イーゲルフェスト（ハリネズミ祭）が開催される。これは、中世に一匹のハリネズミがヘッセン方伯ハインリヒ鉄人伯の命を救ったことを記念したものである。方伯が狩をしていたところ、道にハリネズミが現れ、方伯は慌てて馬を止めなければならなかった。しかしここで馬を止めなければ、その先の急斜面から墜落するところだったのである。

## 経済と社会資本
リヒテンフェルス城には、 Biodata 社の本社が置かれていた。現在もその後継企業の本社が置かれている。